# Niobi carbide
Niobi carbide là tên gọi chung cho các hợp chất hóa học vô cơ có thành phần chính gồm hai nguyên tố là niobi và carbon, với công thức hóa học được biết đến là NbC và Nb2C. Các hợp chất này tồn tại dưới dạng thức là một dạng bột kim loại màu nâu xám với màu tím sáng. Hợp chất này cũng có tính chống ăn mòn cao.
Các niobi carbide là một thành phần cố ý có mặt thường xuyên trong các loại thép siêu mỏng do nó tan cực kỳ thấp trong austenit, là hợp chất thấp nhất của carbide kim loại chịu được cháy. Điều này có nghĩa là chất kết tủa cỡ micromet của NbC hầu như không hòa tan trong thép ở tất cả các nhiệt độ.
Tùy thuộc vào kích thước hạt, các niobi carbide có thể cháy ở nhiệt độ trong khoảng 200–800 °C (392–1.472 °F; 473–1.073 K) trong không khí. Một lớp các niobi carbide có thể được tạo ra bởi sự lắng đọng hơi hóa học. Zirconi(IV) carbide và các niobi carbide có thể được sử dụng làm chất phủ chịu lửa trong lò phản ứng hạt nhân.

## Tổng hợp
Các niobi carbide có thể được sản xuất bằng cách nung niobi oxide trong chân không ở nhiệt độ 1.800 °C (3.270 °F; 2.070 K) và cho thêm coke.

## Sự xuất hiện tự nhiên
Niobocarbide - niobi carbide tự nhiên là một dạng là khoáng chất rất hiếm.